# Джармір Дженкінс
Джармір Дженкінс (англ. Jarmere Jenkins; нар. 25 листопада 1990) — колишній американський тенісист.
Найвищу одиночну позицію світового рейтингу — 190 місце досяг 5 січня 2015, парну — 202 місце — 12 січня 2015 року.

## Фінали ATP Челленджер і ITF Ф'ючерс

### Одиночний розряд (8–7)
| Легенда                    |
| -------------------------- |
| Серія ATP Челленджер (0–1) |
| Серія ITF Ф'ючерс (8–6)    |

| Результат  | Ранг | Дата              | Турнір                                                    | Покриття | Суперник           | Рахунок                 |
| ---------- | ---- | ----------------- | --------------------------------------------------------- | -------- | ------------------ | ----------------------- |
| Поразка    | 1.   | 4 липня 2010      | США F16, Рочестер (Нью-Йорк)                              | Ґрунт    | Деніел Ю           | 3–6, 4–6                |
| Поразка    | 2.   | 23 червня 2013    | США F16, Амелія (острів)                                  | Ґрунт    | Денис Новіков      | 6–1, 6–7(5–7), 4–6      |
| Turned Pro |      |                   |                                                           |          |                    |                         |
| Перемога   | 3.   | 30 червня 2013    | США F17, Рочестер (Нью-Йорк)                              | Ґрунт    | Майкл Шабаз        | 5–7, 6–2, 6–2           |
| Поразка    | 4.   | 29 вересня 2013   | США F25, Лагуна-Нігел (Каліфорнія)                        | Тверде   | Маркос Гірон       | 6–4, 1–6, 1–6           |
| Перемога   | 5.   | 23 лютого 2014    | Австралія F1, Happy Valley, Австралія                     | Тверде   | Люк Савіль         | 6–2, 6–3                |
| Поразка    | 6.   | 22 червня 2014    | США F15, Індіан-Гарбор-Біч (Флорида)                      | Ґрунт    | Джаред Доналдсон   | 6–4, 3–6, 5–7           |
| Перемога   | 7.   | 21 вересня 2014   | США F25, Коста-Меса                                       | Тверде   | Денис Новіков      | 6–4, 6–2                |
| Перемога   | 8.   | 11 жовтня 2014    | Австралія F7, Кернс, Австралія                            | Тверде   | Омар Джасіка       | 3–6, 6–3, 6–4           |
| Перемога   | 9.   | 18 жовтня 2014    | Австралія F8, Тувумба, Австралія                          | Тверде   | Люк Савіль         | 6–3, 7–5                |
| Поразка    | 10.  | 3 листопада 2014  | Latrobe City Traralgon Challenger 1, Траралґон, Австралія | Тверде   | Бредлі Клан        | 6–7(5–7), 1–6           |
| Перемога   | 11.  | 23 листопада 2014 | Австралія F10, Вуллонгонг, Австралія                      | Тверде   | Хосе Рубін Стейтам | 6–4, 7–5                |
| Поразка    | 12.  | 19 вересня 2016   | Австралія F5, Аліс-Спрингс, Австралія                     | Тверде   | Марк Полменс       | 6–1, 6–7(3–7), 7–6(7–4) |
| Перемога   | 13.  | 26 вересня 2016   | Австралія F6, Брисбен, Австралія                          | Тверде   | Марк Полменс       | 6–1, 7–5                |
| Перемога   | 14.  | 3 жовтня 2016     | Австралія F7, Тувумба, Австралія                          | Тверде   | Блейк Мотт         | 7–6(7–5), 7–6(7–2)      |
| Перемога   | 15.  | 7 листопада 2016  | Австралія F9, Вуллонгонг, Австралія                       | Тверде   | Маверік Бейнс      | 7–6(8–6), 5–7, 2–6      |

### Парний розряд (10–6)
| Легенда                    |
| -------------------------- |
| Серія ATP Челленджер (1–5) |
| Серія ITF Ф'ючерс (9–1)    |

| Результат  | Ранг | Дата              | Турнір                                                            | Покриття | Партнер              | Суперник                                 | Рахунок                    |
| ---------- | ---- | ----------------- | ----------------------------------------------------------------- | -------- | -------------------- | ---------------------------------------- | -------------------------- |
| Перемога   | 1.   | 1 березня 2009    | США F5, Гарлінген (Техас)                                         | Тверде   | Хав'єр Еррера-Егілус | Трет Х'юї Тодд Пол                       | 1–6, 6–2, [10–8]           |
| Перемога   | 2.   | 8 серпня 2010     | США F21, Декейтер (Іллінойс)                                      | Тверде   | Тод Пол              | Майкл Ґрант Денієл Нґуєн                 | 6–2, 7–5                   |
| Перемога   | 3.   | 15 січня 2012     | США F1, Плантейшен (Флорида)                                      | Ґрунт    | Дрю Кортні           | Ніколас Монро Джек Сок                   | 7–6(7–3), 7–5              |
| Поразка    | 4.   | 4 листопада 2012  | Charlottesville Pro Circuit Challenger, Шарлотсвілл               | Тверде   | Джек Сок             | Джон Пірс (тенісист) Джон-Патрік Сміт    | 5–7, 1–6                   |
| Перемога   | 5.   | 23 червня 2013    | США F16, Амелія (острів)                                          | Ґрунт    | Мак Стілслінґер      | Марсело Аревало Роберто Майтін           | 6–4, 6–2                   |
| Turned Pro |      |                   |                                                                   |          |                      |                                          |                            |
| Поразка    | 6.   | 6 жовтня 2013     | Sacramento Pro Circuit Challenger, Сакраменто                     | Тверде   | Доналд Янг           | Метт Рейд Джон-Патрік Сміт               | 6–7(1–7), 6–4, [12–14]     |
| Поразка    | 7.   | 3 листопада 2013  | Charlottesville Pro Circuit Challenger, Шарлотсвілл               | Тверде   | Доналд Янг           | Стів Джонсон Тім Смичек                  | 4–6, 3–6                   |
| Перемога   | 8.   | 9 лютого 2014     | West Lakes Challenger, Аделаїда                                   | Тверде   | Маркус Даніелл       | Дейн Проподжія Хосе Рубін Стейтам        | 6–4, 6–4                   |
| Перемога   | 9.   | 5 жовтня 2014     | Австралія F6, Аліс-Спрингс, Австралія                             | Тверде   | Мітчелл Крюґер       | Брайден Клейн Дейн Проподжія             | 6–4, 6–4                   |
| Перемога   | 10.  | 19 жовтня 2014    | Австралія F8, Тувумба, Австралія                                  | Тверде   | Мітчелл Крюґер       | Джейк Імз Крістофер О'Коннелл            | 6–2, 6–2                   |
| Поразка    | 11.  | 3 листопада 2014  | Latrobe City Traralgon Challenger 1, Траралґон, Австралія         | Тверде   | Мітчелл Крюґер       | Брайден Клейн Дейн Проподжія             | 1–6, 6–1, [3–10]           |
| Поразка    | 12.  | 9 січня 2015      | BNP Paribas de Nouvelle-Calédonie, Нумеа, Нова Каледонія, Франція | Тверде   | Бредлі Клан          | Остін Крайчек Тенніс Сендгрен            | 6–7(2–7), 7–6(7–5), [5–10] |
| Перемога   | 13.  | 27 червня 2016    | Єгипет F13, Шарм-еш-Шейх, Єгипет                                  | Тверде   | Андерсон Рід         | Алессандро Бега Франческо Вілардо        | 6–3, 6–3                   |
| Перемога   | 14.  | 4 липня 2016      | Єгипет F14, Шарм-еш-Шейх, Єгипет                                  | Тверде   | Андерсон Рід         | Мохамед Азіз Дугаз Хав'єр Пульгар-Гарсія | 6–3, 6–2                   |
| Поразка    | 15.  | 18 липня 2016     | Єгипет F16, Шарм-еш-Шейх, Єгипет                                  | Тверде   | Андерсон Рід         | Бенджамін Лок Кортні Джон Лок            | 6–3, 3–6, [8–10]           |
| Перемога   | 16.  | 14 листопада 2016 | Австралія F10, Blacktown, Австралія                               | Тверде   | Стівен де Ваард      | Срірам Баладжі Санам Сінгх               | 6–4, 6–2                   |